# شارل شامپو
شارل شامپو (به انگلیسی: Charles Champaud) ژیمناست زادهٔ ۱۸۶۵ میلادی اهل کشور سوئیس است.